# Aderlânia Noronha
Maria Aderlânia Soaroes Barreto Noronha (Parambu, 6 de abril de 1978) é uma empresária e política brasileira. Em 2018, foi eleita deputada estadual do Ceará pelo Solidariedade com 66 053 votos. Ela é casada com o ex-deputado federal Genecias Noronha (PL). 
Ela e o marido tiveram os mandatos cassados em 2020 pelo Tribunal Regional Eleitoral do Ceará (TRE-CE) por abuso de poder político e econômico na eleição de 2018, a decisão cabia recurso e os dois puderam exercer o mandato enquanto o recurso não era julgado. Ambos não disputaram cargo eletivo em 2022.